# Cartoon Network Studios
Cartoon Network Studios és una empresa dedicada a l'animació, lligada en els seur orígens a Hanna-Barbera i absorbida en 2001 per la Warner Bros. Animation. Alguns dels seus èxits són Dexter's Laboratory, Cow and Chicken, Squirrel Boy i Class of 3000, la majoria d'ells dirigits al públic infantil. Barreja l'animació clàssica amb tècniques de simulació d'imatge per ordinador i proveeix de continguts el canal temàtic Cartoon Network, amb versions per a diferents països.